# Reversibel process
Reversibel process är ett centralt begrepp inom termodynamik, och innebär enkelt uttryckt att processen kan drivas i motsatt riktning i små steg utan dissipation (förlust) av energi.
Tre villkor måste vara uppfyllda för att en process ska vara reversibel i termodynamisk bemärkelse:
1. Det måste vara en kvasistatisk process.
2. Ingen friktion får förekomma.
3. All värmeöverföring måste ske vid konstant temperatur.

Reversibla processer kan betraktas som en ideliserad form av vissa termodynamiska processer, som används i termodynamiken för att enkelt kunna analysera dem och räkna på dem. Naturligt förekommande processer är i allmänhet irreversibla. Efter att en irreversibel process har inträffat kan inte systemet återgå till utgångsläget om inte miljön runt omkring förändras.
Exempel på tekniskt användbara processer som kan analyseras som reversibla processer är värmemaskiner (ång-, bensin- och dieselmotorer) och deras motsats, kylskåp.